# 1С
«1С» — российская компания, основанная в 1991 году и занимающаяся разработкой, изданием и поддержкой компьютерных программ, баз данных делового и домашнего назначения, а также компьютерных игр. Организационно-правовая форма — общество с ограниченной ответственностью. Основатель и генеральный директор компании — Борис Нуралиев.
Основной продукт — программная система «1С:Предприятие», изначально созданная как расширяемая бухгалтерская система с собственным встроенным языком программирования, в дальнейшем охватившая многие функции продуктов классов ERP, CRM, HRM, SCM. Название компании возникло из названия собственной поисковой программы: не более 1 секунды требовалось для получения информации. Среди продуктов для образовательной сферы — серия учебных программ «1С:Репетитор», серия «1С:Школа» на платформе «1С:Образование», портал с цифровой библиотекой образовательных ресурсов «1С:Урок». Также разрабатывает, локализует и издаёт различные компьютерные игры (под брендами «СофтКлаб» и «Бука»).

## История
Фирма была основана в конце 1991 года предпринимателем Борисом Нуралиевым, который в то время являлся заведующим хозрасчётным отделом НИПИстатинформ Госкомстата СССР. В 1992 году был запущен первый собственный проект, являющийся прототипом «1С:Бухгалтерии». Официальным разработчиком исходного кода программы стал брат руководителя компании — Сергей Нуралиев. C 2006 года компания являлась одним из контрагентов студии локализации Hedgehog Riders.

### Совместные предприятия и поглощения
В марте 2007 года фирма «1С» и компания «Битрикс» создали совместное предприятие «1С-Битрикс» с равным долевым участием сторон (50/50).
17 июля 2008 года было объявлено о приобретении 100 % известного российского разработчика и издателя компьютерных игр — студии «Бука», сумма сделки оценена в размере около 80—90 млн $.
24 февраля 2009 года объявлено о слиянии с компанией «Софт Клаб».
30 апреля 2010 года российский игровой издатель Snowball Studios и компания «1С-СофтКлаб» объявили о подписании соглашения об объединении компаний.
На 2010 год, по заверениям самой же компании, «1С» владела или имела доли более чем в 300 ИТ-компаниях в России, СНГ и за рубежом (к примеру, во Вьетнаме).
В мае 2011 года «1С» вошла в состав владельцев ООО «Логнекс» (создателя облачного сервиса автоматизации торговли «МойСклад»), выкупив долю у прежнего совладельца, инвестиционного фонда Ambient Sound Investments.
В 2012 году «1С» приобрела 51 % разработчика облачных услуг для управления бизнесом «Мегаплан» и создаёт совместное предприятие с компанией «Агент Плюс».
В 2013 году фирма «1С» инвестировала в проект «Инфостарт», получив 50 % доли компании.
В августе 2014 года «1С» входит в состав владельцев «СТК-Лаб» (создателя онлайн-сервиса подготовки документов для регистрации бизнеса regberry.ru), переименованного позднее в «1С-Старт».
В декабре 2015 года фирма «1С» вошла в состав владельцев группы компаний UMI (создатель сервисов и продуктов UMI.ru, UMI.ws, UMI.CMS, UMI.Cloud), выкупив долю у прежних совладельцев, в том числе у венчурного фонда Prostor Capital

Художественный маркированный конверт с рекламой компании «1С», выпущенный Почтой России в 2008 году.

В апреле 2016 года «1С» выкупила 27,06 % в компании «Мегаплан» и довела долю в компании до 99 %. В августе того же года был приобретён контрольный пакет в сервисе автоматизации ресторанного бизнеса Quick Resto. В октябре «1С» объявила о покупке контрольного пакета в разработчике облачной CRM-системы amoCRM.
В сентябре 2016 года «1С» совместно с «Аскон» создали компанию Renga Software — российского разработчика комплексной BIM-системы Renga.

### Реструктуризация (с 2022 года)
25 февраля 2022 года зарегистрированная в Польше дочерняя фирма 1C Entertainment, обладающая правами на серии King’s Bounty и «Космические рейнджеры», была продана китайскому холдингу Tencent. Летом компания сменила название на Fulqrum Games.
В августе-октябре 2022 года топ-менеджеры российских подразделений, ушедших из России — британской Ernst & Young и немецкой SAP — создали вместе с 1С три предприятия: 1С-Перспектива, 1С-Премиум и 1С-Бизнес Трансформация.
В конце ноября 2022 года произошла реструктуризация игровых подразделений 1С. Компания приобрела у зарегистрированной на Кипре фирмы DM Investments Multi Ventures Inc. Ltd 100 % долей в ООО «Компания Софт Клаб» и ООО «1С-Софтклаб», таким образом переведя их в прямое владение.

## Собственники и руководство
| Лицо           | Доля |
| -------------- | ---- |
| АО «1С»        | 99 % |
| Борис Нуралиев | 1 %  |

| ФИ                | Должность                                                  |
| ----------------- | ---------------------------------------------------------- |
| Борис Нуралиев    | Генеральный директор (с 1991 года)                         |
| Марина Слесаренко | Заместитель директора по работе с корпоративными клиентами |
| Евгений Ковнир    | Заместитель директора по развитию бизнеса (c 2022 года)    |

## Подразделения
По словам директора фирмы Бориса Нуралиева, на 2015 год число дочерних и совместных предприятий «1С» составляло около 200.
| № | Название                 | Доля  | Генеральный директор      |
| - | ------------------------ | ----- | ------------------------- |
| 1 | ООО «1С Гейм Студиос»    | 100 % | Альберт Жильцов (с 2021)  |
| 2 | ООО «Компания Софт Клаб» | 100 % | Андрей Хондожко (с 2016)  |
| 3 | ООО «1С-Софтклаб»        | 100 % | Татьяна Мелихова (с 2022) |
| 4 | АО «Бука»                | 100 % | Олег Кудишов (с 2021)     |
| 5 | ООО «Софтехно»           | 100 % | Елена Иванова (с 2013)    |

| №  | Название             | Доля | Генеральный директор        |
| -- | -------------------- | ---- | --------------------------- |
| 1  | ООО «Юми»            | 25 % | Сергей Котырев (с 2020)     |
| 2  | ООО «1С-Ижтиси»      | 25 % | Евгений Шумилов (с 2011)    |
| 3  | ООО «Мираполис»      | 40 % | Николай Цаллагов (с 2010)   |
| 4  | ООО «Бидзаар»        | 50 % | Михаил Потапенко (с 2022)   |
| 5  | ООО «Ренга Софтвэа»  | 50 % | Евгений Шувалов (с 2016)    |
| 6  | ООО «1С-Гэндальф»    | 50 % | Андрей Шеремет (с 2009)     |
| 7  | ООО «КВИК Ресто»     | 50 % | Александр Строкань (с 2021) |
| 8  | ООО «Праймквантум»   | 50 % | Ирина Степанова (с 2018)    |
| 9  | ООО «1С-Битрикс»     | 50 % | Сергей Рыжиков (с 2007)     |
| 10 | ООО «1С-Перспектива» | 50 % | Роман Дианов (с 2022)       |
| 11 | ООО «Когнитив»       | 50 % | Иван Полянский (с 2022)     |
| 12 | ООО «Инфостарт»      | 50 % | Доржи Цыденов (с 2004)      |
| 13 | ООО «Логнекс»        | 51 % | Аскар Рахимбердиев (с 2008) |
| 14 | ООО «Ксоред»         | 51 % | Мария Шишова (с 2022)       |
| 15 | ООО «Смартвэй»       | 51 % | Максим Яремко (с 2016)      |

| №  | Название                      | Доля | Генеральный директор          |
| -- | ----------------------------- | ---- | ----------------------------- |
| 16 | ООО «1С-Вайзэдвайс»           | 51 % | Александр Рульков (с 2011)    |
| 17 | ООО «1С:Логика Данных»        | 51 % | Андрей Курский (с 2023)       |
| 18 | ООО «1С-Форус»                | 51 % | Александр Грязнов (с 2014)    |
| 19 | ООО «1С-Рарус»                | 51 % | Алексей Силаев (с 2011)       |
| 20 | ООО «1С-Старт»                | 51 % | Александр Раптовский (с 2010) |
| 21 | ООО «1С-БСЛ»                  | 51 % | Сергей Костин (с 2022)        |
| 22 | ООО «Таймлист»                | 51 % | Глеб Архангельский (с 2022)   |
| 23 | ООО «Проджект Поинт»          | 51 % | Евгений Юревич (с 2023)       |
| 24 | ООО «Гринтех»                 | 51 % | Сергей Смирных (с 2023)       |
| 25 | ООО «1С-Бизнес Трансформация» | 51 % | Кирилл Сидоренко (с 2022)     |
| 26 | ООО «Агент Плюс»              | 63 % | Григорий Измайлов (с 2015)    |
| 27 | ООО «1С-Премиум»              | 68 % | Роман Иванов (с 2023)         |
| 28 | ООО «Сислинк»                 | 80 % | Денис Булкаев (с 2023)        |
| 29 | ООО «Мегаплан»                | 82 % | Сергей Козлов (с 2014)        |
| 30 | ООО «1С:Северо-Запад»         | 85 % | Андрей Брандаус (с 2002)      |

## Показатели деятельности
По итогам 2007 года компания занимала 14,1 % российского рынка ERP в денежном выражении. В 2008 году фирма вышла на второе место на рынке ERP России, увеличив свою долю до 18,7 % в денежном выражении. В 2008 году выручка составила 10,12 млрд руб. (около $406 млн). В то время как в 2007 году объём продаж составил $370 млн, а в 2006 году — $190 млн. По данным газеты «Коммерсантъ», в 2008 году чистая прибыль компании составила $55 млн. Наибольший рост — 34 % — был в сегменте мультимедийного программного обеспечения. Сегмент делового программного обеспечения вырос на 8 %, дистрибуция осталась почти на уровне 2007 года — рост 1 %. Выручка за первый квартал 2009 года упала на 39 % по сравнению с аналогичным периодом 2008 года. По мнению управляющего партнёра «Moorgate Capital» Андрея Зубкова, летом 2008 года компания оценивалась минимум в миллиард долларов, но по состоянию на июнь 2009 года стоит $500-600 млн.
Компания вошла в рейтинг журнала Forbes «200 крупнейших частных компаний России 2021», где заняла 190 место с выручкой 52 млрд рублей. На 2022 год компания занимала 9 место в составленном изданием рейтинге самых дорогих компаний рунета с оценкой в 1,7 млрд долларов.
На фоне введенных западными странами санкционных ограничений, российские транспортные компании РЖД и Аэрофлот в 2023 году перешли на использование программы 1С, отказавшись от продуктов SAP. Также программные продукты на базе 1С заменили критически важное иностранное ПО в «Интер РАО».